# 凯尔·姆布安德
凯尔·姆布安德 （英語：Kaire Mbuende，1953年11月28日—）是一名纳米比亚政治家和外交官。在2006年8月至2010年12月这段时间里，姆布安德曾担任了纳米比亚驻联合国的大使。姆布安德是纳米比亚赫雷罗族人，其自1972年以来一直担任纳米比亚执政党纳米比亚人组党的高级成员，并在赞比亚的卢萨卡担任情报官等职务。
2014年，在纳米比亚英雄节上，姆布安德被授予二等优秀鹰勋章。
自2016年起，凯尔·姆布安德担任纳米比亚驻欧盟、比利时和卢森堡的外交大使。